# التنسيق لتحسين كوادر التعليم العالي (البرازيل)
التنسيق لتحسين كوادر التعليم العالي (بالبرتغالية: Coordenação de Aperfeicoamento de Pessoal de Nível Superior) هي وكالة حكومية اتحادية برازيلية تابعة لوزارة التعليم، وهي مسؤولة عن ضمان الجودة في مؤسسات البكالوريوس والدراسات العليا في البرازيل.
تقوم الوكالة بتقييم المؤسسات التعليمية كل سنتين، وتصنفها حسب جودة الدورات المقدمة. تتراوح الدرجات من 1 إلى 7، حيث 1 هي الأدنى، الحد الأقصى الذي ستحصل عليه المؤسسة التي تقدم حتى درجة الماجستير هو 5، في حين أن المؤسسة التي تقدم درجة الدكتوراه ستحصل على ما يصل إلى 7.